# Cowes
Cowes, de vegades anomenat West Cowes , és un port anglès de la ciutat i parròquia civil del mateix nom. a l'Illa de Wight, una illa al sud de Southampton.
Cowes està situat a la riba oest de la desembocadura del riu Medina enfront de la ciutat més petita d'East Cowes a la riba oriental. Les dues ciutats estan unides pel Cowes Floating Bridge, un transbordador de cadena.
La població era de 9.663 habitants en el cens de 2001, una xifra que fàcilment es duplica durant la regata Admiral's Cup a principis d'agost o la Copa de l'Amèrica de vela.
Leland segle xix les descriu poèticament com les ciutats "The two great Cowes that in loud thunder roar, This on the eastern, that the western shore".
Cowes Castle és la llar del Royal Iot Squadron. La ciutat dona el seu nom a la regata més antiga del món, la Cowes Week, que es produeix anualment durant la primera setmana d'agost. Més tard, a l'estiu, se celebren carreres de llanxes.
Gran part de l'arquitectura de la ciutat encara està fortament influïda per l'estil d'edifici adornat que popularitzà el príncep Albert de Saxònia-Coburg Gotha Príncep Albert.

## Personatges il·lustres
- Jeremy Irons (1948 -) actor